# Wim Eckert
Wim Eckert (* 1969 in Zürich) ist ein Schweizer Architekt und Mitbegründer von E2A Architekten.

## Leben
Wim Eckert studierte Architektur an der ETH Zürich (Diploma 1995). Von 1995 bis 1997 arbeitete er im Büro Office for Metropolitan Architecture (OMA). Seit 1997 ist er in Zürich als Architekt tätig und gründete 2001 das Büro E2A Architekten (E2 steht für die beiden Brüder, A für Architektur) zusammen mit seinem Bruder mit Piet Eckert. Wim Eckert unterrichtete an der Technischen Universität Delft in den Niederlanden und an der ETH Zürich. Von 2009 bis 2011 war er Gastprofessor für Architektur und Nachhaltigkeit an der HafenCity Universität in Hamburg. Seit 2014 ist er Gastprofessor an der USI Accademia di Architettura in Mendrisio. Außerdem sind Wim Eckert und sein Bruder Piet Eckert Lehrstuhlinhaber des Lehrstuhl Baukonstruktion an der Technischen Universität Dortmund.